# MSH6
MSH6 (mutS homolog 6) は、ヒトではMSH6遺伝子にコードされる、DNAミスマッチ修復に関与するタンパク質である。GTBP（G/T binding protein）、p160とも呼ばれる。MSH6タンパク質はDNA損傷修復に関与するMutS（Mutator S）ファミリーのタンパク質である。
MSH6の欠陥は、アムステルダム基準を満たさない非定型遺伝性非ポリポーシス大腸癌（HNPCC）と関係している。MSH6の変異は子宮体癌とも関連している。

## 発見
MSH6はMSH2との相同性に基づいて、出芽酵母Saccharomyces cerevisiaeで最初に同定された。ヒトのGTBP遺伝子の同定とその後のアミノ酸配列の決定により、酵母のMSH6とヒトのGTBPは他のどのMutSホモログよりも関連性が高く、アミノ酸の同一性は26.6%であることが示された。そのため、GTBPはMSH6（hMSH6）へと改名された。

## 構造
ヒトゲノムにおいて、MSH6遺伝子は2番染色体に位置する。MSH6にはWalker-A/Bアデニンヌクレオチド結合モチーフが存在し、このモチーフは全てのMutSホモログに存在する最も保存性の高い配列である。他のMutSホモログと同様、MSH6はATPアーゼ活性を有する。MSH6はMSH2と結合してヘテロ二量体を形成した場合にのみ機能するが、MSH2はホモ二量体、もしくはMSH3とのヘテロ二量体としても機能することができる。

## 機能
一般的に、DNAのミスマッチはDNA複製のエラー、遺伝的組換えやその他の化学的・物理的因子によって生じる。こうしたミスマッチの認識と修復は細胞にとって極めて重要であり、適切に行われない場合にはマイクロサテライト不安定性、変異率の上昇（mutator phenotype）、HNPCCに対する感受性が生じる。MSH6はMSH2と共にMutSαと呼ばれるタンパク質複合体を形成する。この複合体によるミスマッチの認識はADP結合型からATP結合型への変換によって調節されており、MutSα複合体が分子的スイッチとして機能していることの証拠となっている。正常なDNAでは、アデニン（A）はチミン（T）と結合し、シトシン（C）はグアニン（G）と結合している。しかし時としてミスマッチが生じることがあり、TがGと結合している場合にはG/Tミスマッチと呼ばれる。G/Tミスマッチが認識されるとMutSα複合体が結合し、ADPがATPへ交換される。ADPからATPへの交換はコンフォメーション変化を引き起こし、MutSαはDNA骨格に沿って移動するスライディングクランプへと変化する。ATPは複合体のミスマッチDNA部位からの解放を誘導し、スライディングクランプのようなDNAに沿った移動を可能にする。この変換は損傷DNA修復のための下流のイベントの開始を補助する。

## がん
MSH2の変異は強力なmutator phenotypeを引き起こすのに対し、MSH6の変異は弱いmutator phenotypeを引き起こすだけである。MSH6の変異は主に一塩基置換変異を引き起こすことが知られており、このことはMSH6の役割が主に一塩基置換変異の修正であり、そしてより小規模で一塩基挿入/欠失変異を修正していることを示唆している。
MSH6遺伝子の変異は機能を喪失した、もしくは部分的にしか活性を持たないタンパク質の産生をもたらし、DNAのエラーを修正する能力を低下させる。MSH6の機能喪失は1ヌクレオチドリピートの不安定性をもたらす。HNPCCはMSH2やMLH1の変異によって引き起こされるのが最も一般的であるが、MSH6の変異も非定型HNPCCと関連している。MSH6の変異の場合には大腸癌の浸透率は低いようであり、このことはMSH6変異の保因者の中で症状が生じる割合が低いことを意味している。一方で、女性の変異保因者にとっては子宮体癌がより重要な臨床症状であるようである。MSH6に変異を有する家系における子宮体癌や大腸癌の発症年齢は約50歳であり、MSH2関連腫瘍の発症年齢が44歳であることと比較すると遅い。

## がんにおけるMSH6のエピジェネティックな制御
2つのmiRNA、miR-21とmiR-155はDNAミスマッチ修復遺伝子MSH6、MSH2を標的とし、これらのタンパク質発現の低下を引き起こす。これら2つのmiRNAのどちらか一方でも過剰発現した場合には、MSH2、MSH6タンパク質が過少発現状態となり、DNAミスマッチ修復の減少とマイクロサテライト不安定性の増大が引き起こされる。
miR-21の発現は、2つのプロモーター領域のCpGアイランドのエピジェネティックなメチル化状態によって調節されている。プロモーター領域の低メチル化は、miRNAの発現の上昇と関係している。miRNAの高発現はその標的遺伝子の抑制を引き起こす。結腸癌の66％から90%ではmiR-21が過剰発現しており、一般的にMSH2レベルが低下している（そしてMSH6はMSH2が存在しない場合には不安定である）。
miR-155はプロモーター領域のCpGアイランドのエピジェネティックなメチル化と、プロモーター領域のヒストンH2AとH3のエピジェネティックなアセチル化の双方によって調節されている（このアセチル化は転写を増加させる）。2つの異なる手法での測定により、散発性大腸癌の22%もしくは50%でmiR-155が過剰発現していることが示されており、miR-155の発現はMSH2の発現と逆相関を示す。

## 相互作用
MSH6は、MSH2、PCNA、BRCA1と相互作用することが示されている。

## 関連文献
- “Isolation of an hMSH2-p160 heterodimer that restores DNA mismatch repair to tumor cells”. Science 268 (5219):  1909–12. (Jun 1995). Bibcode: 1995Sci...268.1909D. doi:10.1126/science.7604264. PMID 7604264.
- “GTBP, a 160-kilodalton protein essential for mismatch-binding activity in human cells”. Science 268 (5219):  1912–4. (Jun 1995). Bibcode: 1995Sci...268.1912P. doi:10.1126/science.7604265. PMID 7604265.
- “Mutations of GTBP in genetically unstable cells”. Science 268 (5219):  1915–7. (Jun 1995). Bibcode: 1995Sci...268.1915P. doi:10.1126/science.7604266. PMID 7604266.
- “Mutation of MSH3 in endometrial cancer and evidence for its functional role in heteroduplex repair”. Nature Genetics 14 (1):  102–5. (Sep 1996). doi:10.1038/ng0996-102. PMID 8782829.
- “Molecular cloning of the N-terminus of GTBP”. Genomics 31 (3):  395–7. (Feb 1996). doi:10.1006/geno.1996.0067. PMID 8838326.
- “hMSH2 forms specific mispair-binding complexes with hMSH3 and hMSH6”. Proceedings of the National Academy of Sciences of the United States of America 93 (24):  13629–34. (Nov 1996). Bibcode: 1996PNAS...9313629A. doi:10.1073/pnas.93.24.13629. PMC 19374. PMID 8942985.
- “Germline mutation of MSH6 as the cause of hereditary nonpolyposis colorectal cancer”. Nature Genetics 17 (3):  271–2. (Nov 1997). doi:10.1038/ng1197-271. PMID 9354786.
- “Mutation of hMSH3 and hMSH6 mismatch repair genes in genetically unstable human colorectal and gastric carcinomas”. Human Mutation 10 (6):  474–8. (1998). doi:10.1002/(SICI)1098-1004(1997)10:6<474::AID-HUMU9>3.0.CO;2-D. PMID 9401011.
- “The human mismatch recognition complex hMSH2-hMSH6 functions as a novel molecular switch”. Cell 91 (7):  995–1005. (Dec 1997). doi:10.1016/S0092-8674(00)80490-0. PMID 9428522.
- “Alternative splicing of GTBP in normal human tissues”. DNA Research 4 (5):  359–62. (Oct 1997). doi:10.1093/dnares/4.5.359. PMID 9455487.
- “Expression of five selected human mismatch repair genes simultaneously detected in normal and cancer cell lines by a nonradioactive multiplex reverse transcription-polymerase chain reaction”. Pathobiology 65 (6):  293–300. (1998). doi:10.1159/000164141. PMID 9491849.
- “Interactions of human hMSH2 with hMSH3 and hMSH2 with hMSH6: examination of mutations found in hereditary nonpolyposis colorectal cancer”. Molecular and Cellular Biology 18 (11):  6616–23. (Nov 1998). doi:10.1128/mcb.18.11.6616. PMC 109246. PMID 9774676.
- “Prevalence of germline mutations of hMLH1, hMSH2, hPMS1, hPMS2, and hMSH6 genes in 75 French kindreds with nonpolyposis colorectal cancer”. Human Genetics 105 (1–2):  79–85. (1999). doi:10.1007/s004390051067. PMID 10480359.
- “Familial endometrial cancer in female carriers of MSH6 germline mutations”. Nature Genetics 23 (2):  142–4. (Oct 1999). doi:10.1038/13773. PMID 10508506.
- “Association of hereditary nonpolyposis colorectal cancer-related tumors displaying low microsatellite instability with MSH6 germline mutations”. American Journal of Human Genetics 65 (5):  1291–8. (Nov 1999). doi:10.1086/302612. PMC 1288281. PMID 10521294.
- “Germ-line msh6 mutations in colorectal cancer families”. Cancer Research 59 (20):  5068–74. (Oct 1999). PMID 10537275.
- “BASC, a super complex of BRCA1-associated proteins involved in the recognition and repair of aberrant DNA structures”. Genes & Development 14 (8):  927–39. (Apr 2000). doi:10.1101/gad.14.8.927. PMC 316544. PMID 10783165.
- “Multiple mutations and frameshifts are the hallmark of defective hPMS2 in pZ189-transfected human tumor cells”. Nucleic Acids Research 28 (13):  2577–84. (Jul 2000). doi:10.1093/nar/28.13.2577. PMC 102707. PMID 10871409.
- “Nuclear translocation of mismatch repair proteins MSH2 and MSH6 as a response of cells to alkylating agents”. The Journal of Biological Chemistry 275 (46):  36256–62. (Nov 2000). doi:10.1074/jbc.M005377200. PMID 10954713.
- “Functional interaction of proliferating cell nuclear antigen with MSH2-MSH6 and MSH2-MSH3 complexes”. The Journal of Biological Chemistry 275 (47):  36498–501. (Nov 2000). doi:10.1074/jbc.C000513200. PMID 11005803.